# Johan Carl Thuerecht Castenschiold
Johan Carl Thuerecht Castenschiold (14. juni 1787 på Borreby – 30. januar 1844 i Odense) var en dansk stiftamtmand, bror til general Henrik Castenschiold.
Castenschiold var søn af Joachim Castenschiold og blev 1803 privat dimitteret (fra Herlufsholm) til Universitetet, 1804 hofjunker, 1806 juridisk kandidat, 1807 auskultant i Rentekammeret, 1808 kammerjunker, 1810 amtmand i Islands Sønderamt, 1813 tillige stiftamtmand på Island, 1819 efter eget ønske entlediget med ventepenge, 1821 konstitueret og 1822 fast ansat som stiftamtmand i Ribe Stift, 1824 kammerherre, 1828 stiftamtmand i Aalborg Stift, 1836 stiftamtmand i Fyens Stift, søgte og fik ved udgangen af året 1842 på grund af nedbrudt helbred sin afsked og døde 30. januar 1844 i Odense.
1. november 1828 blev han Ridder af Dannebrog og 28. oktober 1836 Dannebrogsmand. Han blev 1813 medlem af Kommissionen til bedømmelse af forordningen af 5. januar 1813's anvendelighed på Island, var 1823-24 ejer af Strårupgård i Dalby Sogn, Nørre Tyrstrup Herred og var 1836-43 direktør for Hofmesterinde von der Ostens Stiftelse.
Han var en særdeles duelig og nidkær embedsmand, der selv i sine sidste svaghedsår bestyrede sit embede med orden og pålidelighed. Han blev 23. august 1823 gift med Frederikke Vilhelmine Louise komtesse Lüttichau (16. januar 1797 i Braunschweig – 17. maj 1836).